# 飓风威尔玛的气象历史
飓风威尔玛是有纪录以来大西洋最强烈的热带气旋，气象历史于2005年10月第二周开始。大规模扰动天气形成并笼罩大部分加勒比海上空，然后逐渐在牙买加西南方向洋面组织。10月15日晚，系统的组织程度已经达到标准，美国国家飓风中心因此将其归类为第二十四号热带低气压。
低气压向西南方向漂流，在有利的外界环境下于10月17日增强并达到热带风暴强度，美国国家飓风中心因此将之命名为“威尔玛”（Wilma）。风暴中的对流稳步增长，不过由于规模庞大，系统起初的发展速度较慢。从10月18日开始一直到19日，风暴在加勒比海开放水域快速增强，中心气压仅30小时就从982毫巴（百帕，29英寸汞柱）降至882毫巴（百帕，26.05英寸汞柱），刷新西半球热带气旋最低气压纪录，风速提高到每小时298公里。威尔玛在最高强度时的风眼直径仅3.7公里，创下大西洋飓风最小风眼纪录。经过眼墙置换，飓风的内层风眼消失并减弱为四级强度，于10月21日以每小时240公里风速登陆科苏梅尔岛和墨西哥本土。
威尔玛在尤卡坦半岛上空减弱，之后进入墨西哥湾南部，然后加速朝东北方向前进。虽然遇到的垂直风切变不断增强，但飓风仍然得以再度强化并以大型飓风强度先后袭击了巴哈马和佛罗里达州。风暴在快速穿越该州的过程中弱化，从朱庇特附近进入大西洋，然后又一次得到强化，直到冷空气和风切变侵入对流的内部核心为止。10月26日，风暴转变成温带气旋，威尔玛的残余也于次日由加拿大大西洋省份上空的另一股温带风暴吸收。

## 形成

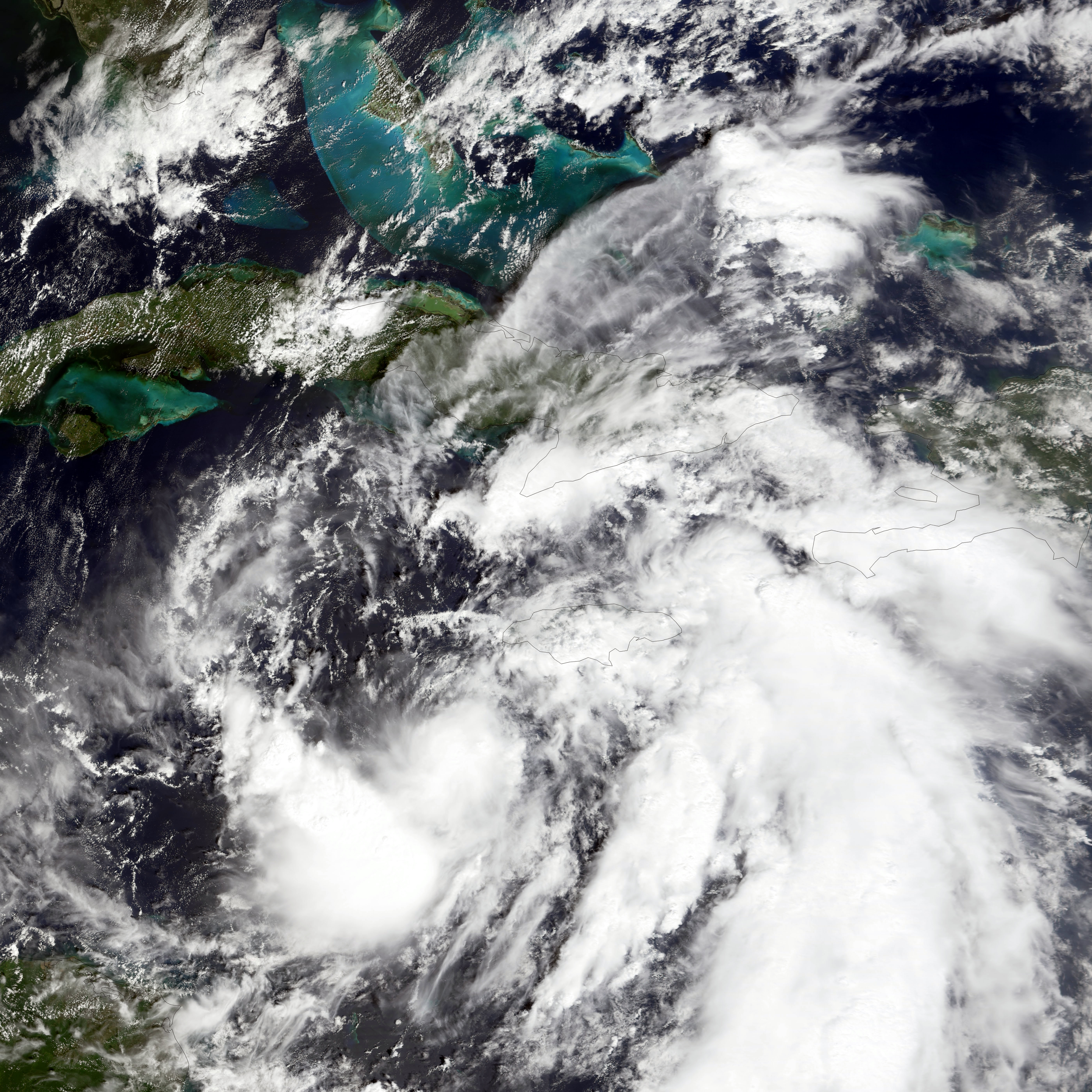
10月16日的第二十四号热带低气压

在2005年10月的第二个星期里，加勒比海大部分区域上空发展出一片异常之大的季风状下层环流和一片广阔的扰动天气。大西洋西南部上空一片上层低气压的分流令这一天气系统得到增强。到了10月13日时，西买加东南方向约240公里外洋面已经发展出一片持续存在的广阔低气压区，这一过程中可能还获得了经过该区域的多个东风波辅助。对流有所增多，组织性也略有好转，但上层风切变的存在还是一度阻碍了系统的发展。低气压区向西漂移，到了10月14日，对流已经更为集中，并且由于上层风切变略有减少，系统的组织也有进一步增强。
10月14日晚，天气系统的层次结构已大为改善，由于上层大气环境已远较之前有利，系统的雷暴和降雨活动组织性也越来越好。美国国家飓风中心在这时首度表明，该海域有可能发展出了一股热带低气压，并于10月15日开始使用德沃夏克分析法对其进行分级。系统继续组织，美国国家飓风中心认为低气压最终有可能会发展成飓风。到10月15日晚时，表面环流的层次结构已经达到标准，同时还存在足够的深层对流，美国国家飓风中心因此将位于大开曼东南偏东方向约350公里外洋面的系统归类为第二十四号热带低气压。
由于其北面的墨西哥湾上空存在的一片高气压区所产生的弱转向气流影响，低气压缓慢向西行进。环流中心起初范围很大，并且没有明确的内部核心，气象预报员里克辛·阿维拉（Lixion Avila）表示：“最低气压所在的位置可能是距最初公告位置97公里范围内的任何地方。”气象部门开始时预计热带低气压会向西南偏西方向飘流，之后转向北上，并在五天时间内增强为风速每小时169公里的飓风并到达青年岛以南约130公里海域。不过美国国家飓风中心也在针对低气压的第一份公告中指出：“所有迹象都表明，加勒比海西北部在未来三到五天内可能会出现一场危险的飓风。”这是因为低气压所处位置的外界环境非常有利于其发展，特别是风切变很少，同时水温也很高。
第二十四号热带低气压在向西南方向飘移的过程中稳步增强，到10月16日早上已经开始有层次分明的外流逐渐巩固形成的雨带，并且低气压上空还发展出了一片大型的上层反气旋。虽然深层对流和带状特征都有所增加，但来自北面的中层干燥空气让风暴无法得到显著发展，对流也分裂到了两大区域中。水面浮标的报告数据表明，由于规模太大，系统一直没能超出热带低气压的强度标准，不过美国国家飓风中心的热带分析与预报部门以及美国国家海洋和大气管理局的卫星分析部门使用德沃夏克分析法后得到的数据都认为气旋已经有了热带风暴强度。之后不久，飓风猎人侦察机报告其最大风速约为每小时48公里。

## 最高强度

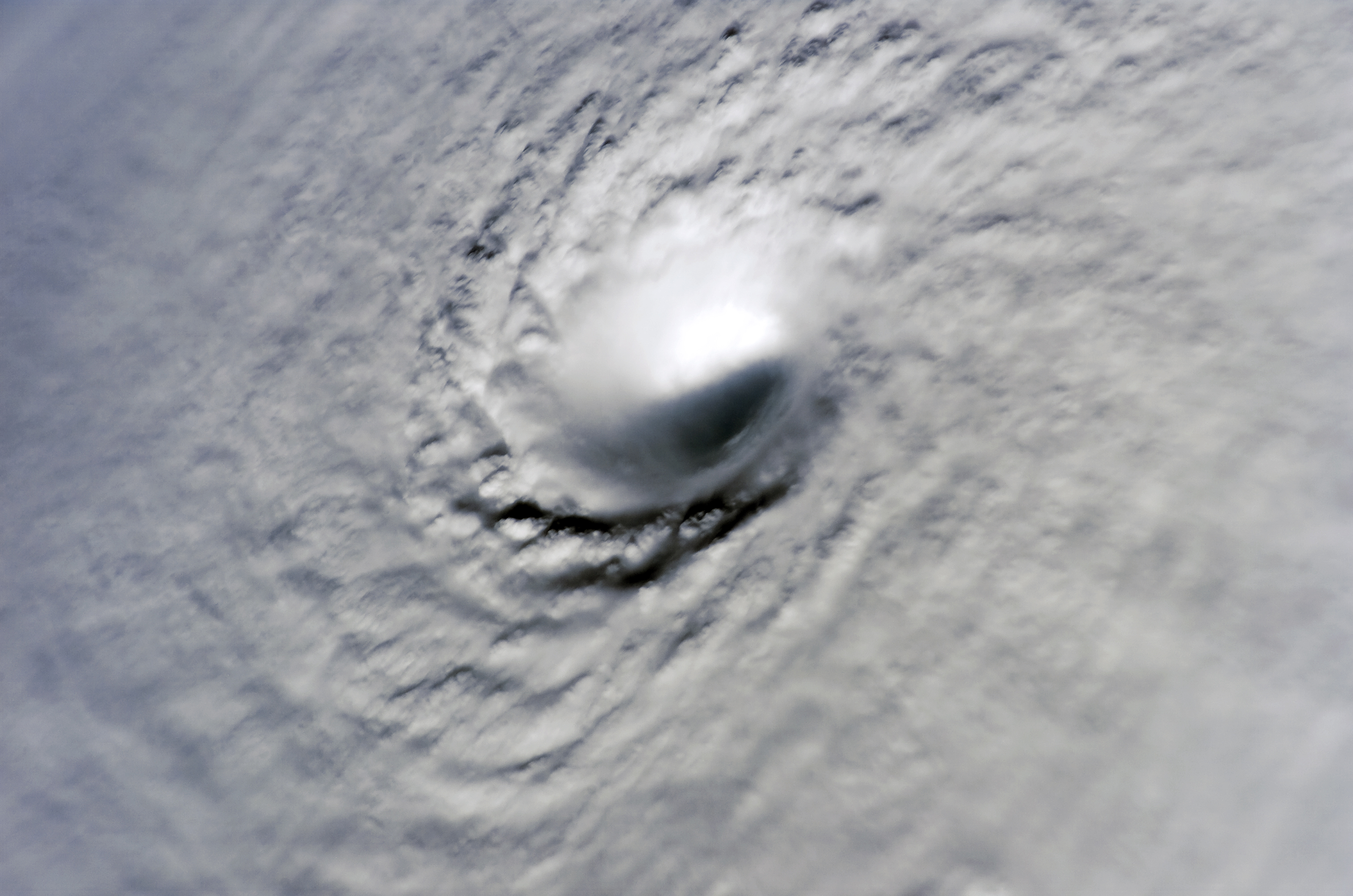
飓风威尔玛接近最高强度时的风眼

10月17日清晨，之前主导着气旋结构的外围雨带已经消散，中心的附近及南部也有深层对流发展出来。计算机模型预测低气压会在西进的过程中稳步增强，之后转向北上。强度方面，地球物理流体动力学实验室预计风暴会在36小时内达到每小时217公里风速，其他预测的数据则相对保守一些。系统中心以南继续发展出深层对流，低气压于协调世界时10月17日早上6点在大开曼东南方向约320公里外海域增强为热带风暴，美国国家飓风中心因此将其命名为威尔玛，该机构还预计风暴会向西北偏西方向行进，风速达到每小时169公里后吹袭尤卡坦半岛最东北角。
风暴继续向西南前进，同时深层对流也在中心附近持续存在。美国国家飓风中心预报员詹姆斯·富兰克林（James Franklin）表示，由于不同的计算机模型间数据存在巨大分歧，气象部门对风暴之后行进路径的预测很没把握。10月17日晚，一架飞入风暴内部的飓风猎人侦察机记录下了每小时80公里风速，但相比之下气压却异常之低，只有989毫巴（百帕，29.21英寸汞柱），通常如此低的气压只会出现在较強的飓风中。这主要是因为风暴所在区域的整体气压都低得有些异常，导致气压梯度相对较小，风速也因此不会很高。中心附近的对流继续发展，结构上也变得更加对称。

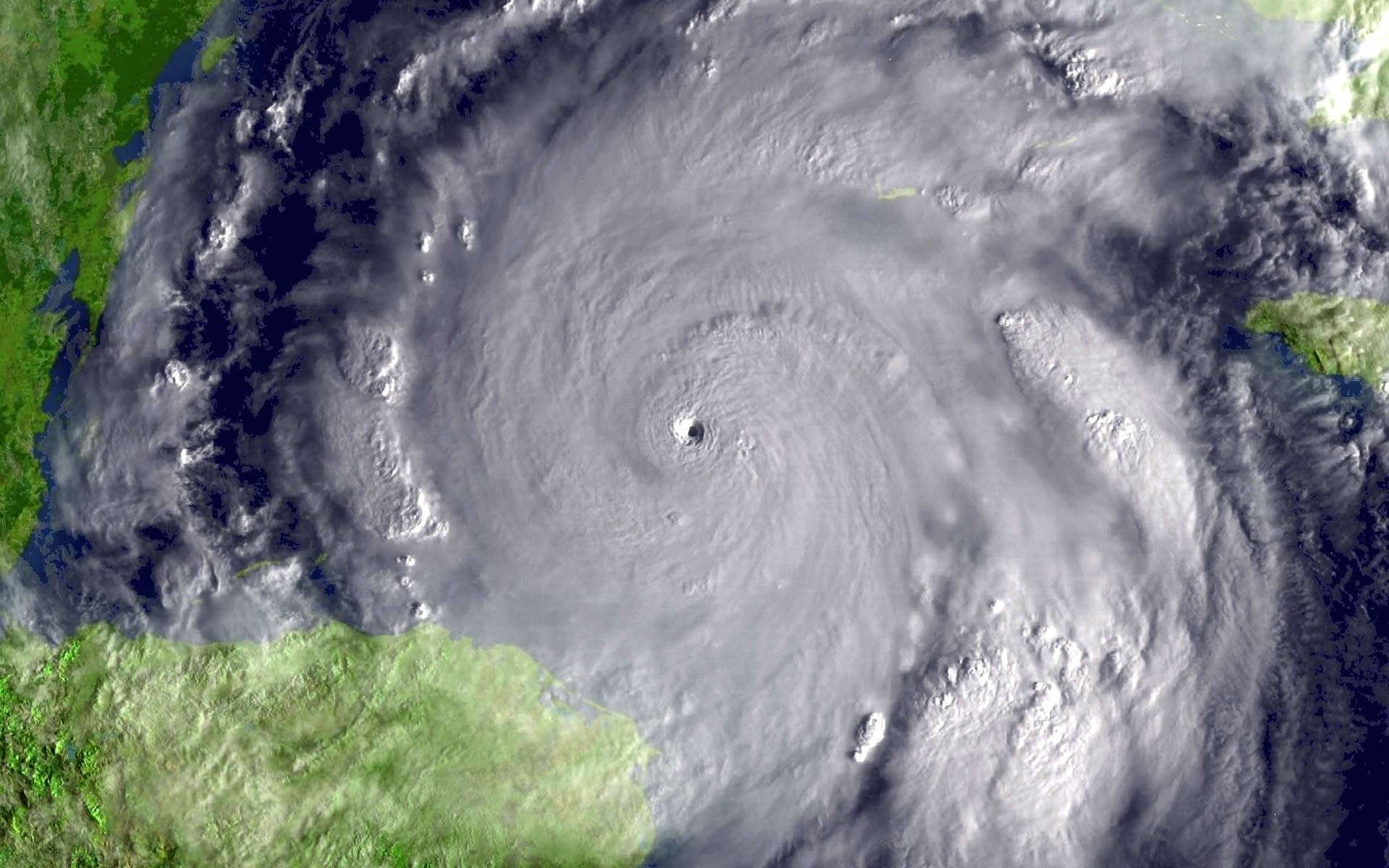
接近最高强度的飓风威尔玛。

10月18日，热带风暴威尔玛开始转向西北偏西，并在这一过程中发展出一个尺寸较小，时隐时现且不规则的眼状特征。风暴继续增强，到了UTC10月18日中午12点，威尔玛在位于大开曼东南偏南方向约362公里外海域达到飓风强度，并在此后不久开始进入爆发性增强期，随之发展出一个直径仅14公里的“针孔”式风眼，风眼周围由环状深层对流围绕，云顶温度低至约零下87摄氏度。
10月19日凌晨，威尔玛已经成为大型飓风，这意味着根据萨菲尔-辛普森飓风等级判断，风暴已经达到三级飓风标准。飓风的爆发性增强仍在继续，到了当天早上6点，风暴的最大持续风速已增至每小时266公里，表明威尔玛已经成为一个危险的五级飓风。在短短24小时内，威尔玛已从一股风速每小时110公里的热带风暴增强为每小时282公里的五级飓风，速度之快创下了大西洋飓风的新纪录。风眼还在继续收缩，直到直径减小到3.7公里左右。10月19日中午12点，飓风威尔玛达到每小时高达298公里的最高风速。从0点到6点，风暴的中心气压急剧下降了54毫巴（百帕，1.65英寸汞柱），到了早上8点，一架飓风猎人侦察机向尺寸极小的风眼中心附近投放了投落送，数据显示中心最低气压低至884毫巴（百帕，26.1英寸汞柱）。考虑到投落送并没有到达中心的静风位置，因此估计其真正的最低气压只有882毫巴（百帕，26.05英寸汞柱），创下有纪录以来大西洋飓风最低气压的新纪录。飓风猎人飞离风暴的过程中其气压还在继续降低，所以数据有可能还会更低。气象部门在操作上估计这场风暴的最高强度为风速每小时282公里，这个时候从威尔玛中心向外延伸80公里内都有着飓风强度的狂风，260公里范围内也有着热带风暴强度的大风，不过对于五级飓风来说，这样的范围还很小。
| 最强烈的大西洋飓风     | 最强烈的大西洋飓风 | 最强烈的大西洋飓风 | 最强烈的大西洋飓风 | 最强烈的大西洋飓风 |
| 排名                   | 飓风               | 飓风季             | 气压               | 气压               |
| 排名                   | 飓风               | 飓风季             | 百帕               | 英寸汞柱           |
| ---------------------- | ------------------ | ------------------ | ------------------ | ------------------ |
| 1                      | 威尔玛             | 2005               | 882                | 26.05              |
| 2                      | 吉爾伯特           | 1988               | 888                | 26.23              |
| 3                      | “劳动节”           | 1935               | 892                | 26.34              |
| 4                      | 丽塔               | 2005               | 895                | 26.43              |
| 5                      | 米尔顿             | 2024               | 897                | 26.50              |
| 6                      | 艾倫               | 1980               | 899                | 26.55              |
| 7                      | 卡米尔             | 1969               | 900                | 26.58              |
| 8                      | 卡特里娜           | 2005               | 902                | 26.64              |
| 9                      | 米奇               | 1998               | 905                | 26.73              |
| 9                      | 迪安               | 2007               | 905                | 26.73              |
| 来源：大西洋飓风数据库 |                    |                    |                    |                    |

## 首度登陆

飓风威尔玛位于墨西哥上空时的雷达图像。

达到最高强度后不久，围绕风眼，温度最低的云顶开始略有回暖，并且开始发展出一个外层风眼墙，这表明威尔玛正在进入眼墙置换周期。到10月19日晚，飓风风速降至每小时260公里，内部8公里宽的风眼清晰度有所降低，风场也相应扩大。10月20日清晨，尺寸较小的内层风眼已经消散，外层达到72公里宽的风眼开始占据主导地位，威尔玛也随之减弱为四级飓风。这时测得其气压为892毫巴（百帕，26.34英寸汞柱），成为有纪录以来气压第二低的四级飓风，仅次于1979年太平洋台风季超级台风朱迪（Judy）的887毫巴，风暴保持着大规模的风眼墙并转向西北。气象部门一度预测飓风将再度增强至五级标准，还有一位预报员预计威尔玛会以风速每小时266公里强度在尤卡坦半岛登陆。不过风暴实际上保持在四级飓风的较强程度向西北方向前进。
转向气流仍然很弱，但有一系列低压槽侵蚀了墨西哥湾上空的高压系统，令飓风向西北偏北转向。外界环境仍然有利于发展，到10月21日清晨，风眼已变得更为清晰。到了10月21日晚约21点45分，威尔玛以每小时约240公里风速在科苏梅尔岛登陆。风暴继续向西北方向行进，并在这一过程中略有减弱，于10月22日凌晨3点30分以每小时217公里风速在金塔纳罗奥州莫雷洛斯港（Puerto Morelos）附近登陆墨西哥本土，其产生的阵风时速高达270公里。

## 二度登陆与消亡
10月22日，威尔玛北面的中层高压脊已基本消散，飓风因此开始北上穿越尤卡坦半岛东北部。由于飓风已深入内陆，其最深层对流开始回暖，风眼中变得有云层缭绕，风速也在逐渐减弱。登陆科苏梅尔岛约26小时后，风暴从卡多切角附近进入墨西哥湾南部，这时其风速已降至约每小时160公里。根据侦察机的报告，威尔玛到达开放水域上空后其遗留风眼墙的内侧和外侧直径分别在110到140公里范围内波动。接下来风眼墙周围的对流有所深化，之前在陆地上空受到扰乱的对流内部核心层次感也略有改善，说明风暴又有小幅增强。

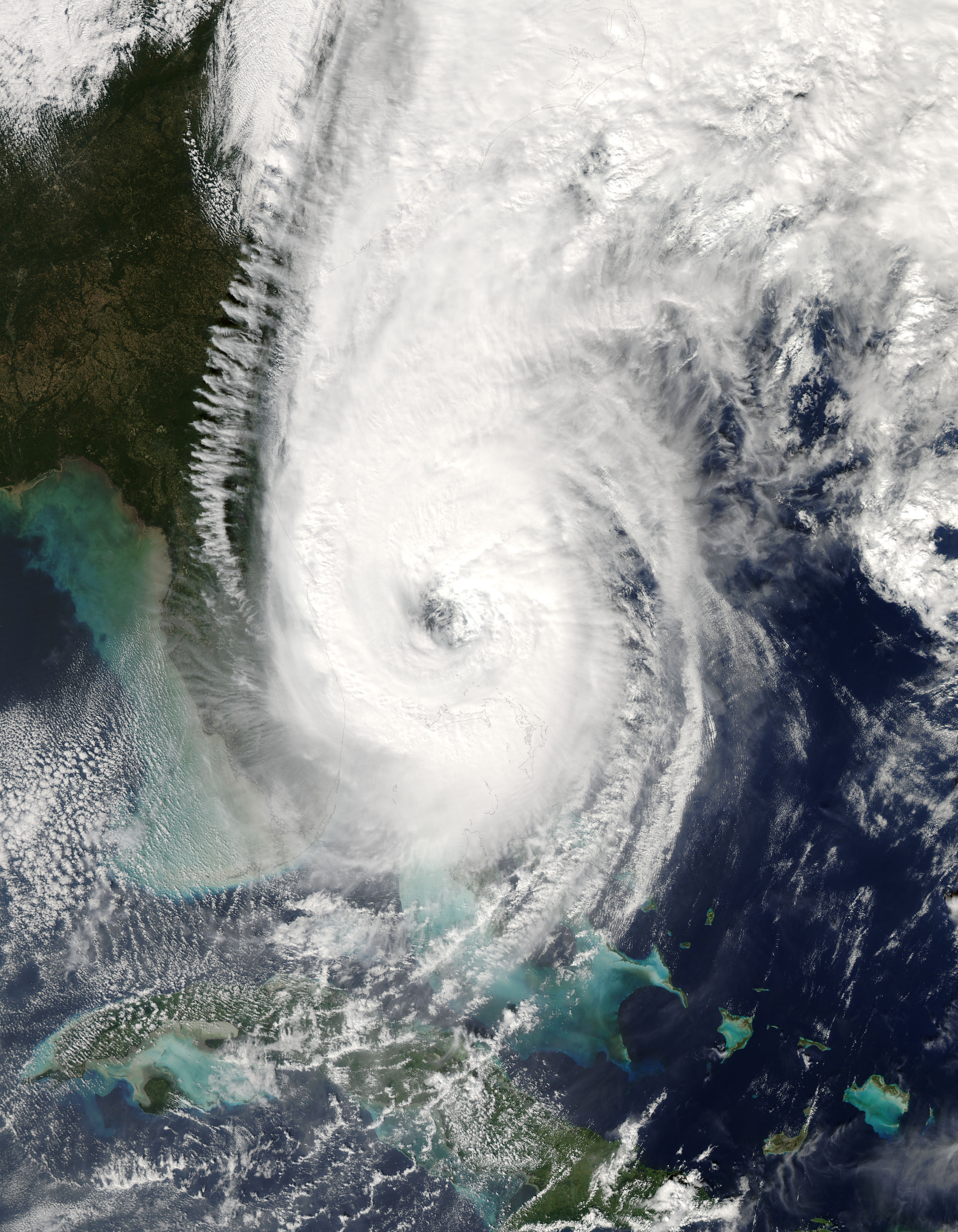
离开佛罗里达州进入大西洋水域的威尔玛。

美国中部的一股正在向东移动的强劲中层低压槽令飓风转向东北，并且移进速度逐渐加快。强劲的上层西南气流有所增加，垂直风切变也相应增长，但即便是有这样的不利环境，飓风仍在继续强化。10月24日清晨，威尔玛在到达美国佛罗里达州基韦斯特西南偏西方向约190公里海域时再度达到大型飓风强度。系统的组织性已有明显改善，其80公里宽的风眼无论是在卫星图像还是雷达图像上都非常清晰。热带气旋的风眼如果很大，那么风暴将更加稳定，更能抵御垂直风切变的不利影响，所以威尔玛能够保持这样的强度。虽然风切变的强度数值已达到每小时约48公里，但飓风仍得以进一步强化，风速达到了每小时201公里。之后风暴在逼近佛罗里达州的过程中略有减弱，于10月24日上午10点30分左右以每小时190公里风速在巴哈马登陆。
飓风威尔玛仅用了四个半小时就穿越了佛罗里达半岛并继续加速向东北方向前进，以风速每小时180公里强度从朱庇特附近进入大西洋。一股强烈的冷锋与其关联的中层低压槽一起行进至威尔玛以西海域，不过冷锋之后温度更低且更干燥的空气没能完全侵入飓风内核令其减弱。离开佛罗里达州海岸线后不久，风暴开始又一次增强，气象部门认为这是因为风眼墙的摩擦有所减少，同时还有墨西哥湾暖流这样的利好因素。10月25日清晨，飓风在位于佛罗里达州杰克逊维尔以东约550公里洋面达到风速每小时201公里的第二波最高强度，并且在这期间其大规模环流还吸收了巴哈马上空规模小得多的热带低气压阿尔法。
达到第二波最高强度后不久，风切变加上高达每小时80公里的前进速度令威尔玛的强度开始稳步下降。整体云层格局开始恶化，风眼也变得有些模糊，对流的对称性也有所减弱。到了10月25日上午11点17分，由于西南方向冷空气对环流的不利影响，风暴中心已经移动到主要对流的西北方向。余下的对流继续消退，到10月25日晚上，威尔玛在新斯科舍哈利法克斯东南方向约370公里外海域转变成温带气旋，并且这时仍然达到一级飓风强度。还在继续减弱的温带残留转向东北偏东，之后在10月27日由加拿大大西洋省份上空的另一股温带风暴吸收。